# Urspring (Schelklingen)
Urspring ist ein Ortsteil der Stadt Schelklingen im Alb-Donau-Kreis in Baden-Württemberg. Der Weiler liegt westlich von Schelklingen in einer Talschleife der Urdonau an dem Quelltopf der Urspring, die nach 580 m in die weiter südlich entspringende Schelklinger Ach mündet.

## Geschichte
Urspring war Teil der Swerzenhuntare. Der Ort wird 1127 erstmals erwähnt, als die Herren von Schelklingen den Ort mit einer Ulrichskirche an das Kloster Sankt Georgen im Schwarzwald schenkten, das hier vor 1179 ein Benediktinerinnenpriorat errichtete. 
Die Vogtei lag später bei den Grafen von Berg und bei Österreich. Das Kloster fiel 1805 an Württemberg und wurde 1806 aufgehoben. Bis 1808 war der Ort Sitz eines Oberamts. Von 1832 bis 1906/07 beherbergte Urspring die Baumwollweberei Urspring. 1930 wurde in den ehemaligen Klostergebäuden die Urspringschule eingerichtet.

## Sehenswürdigkeiten

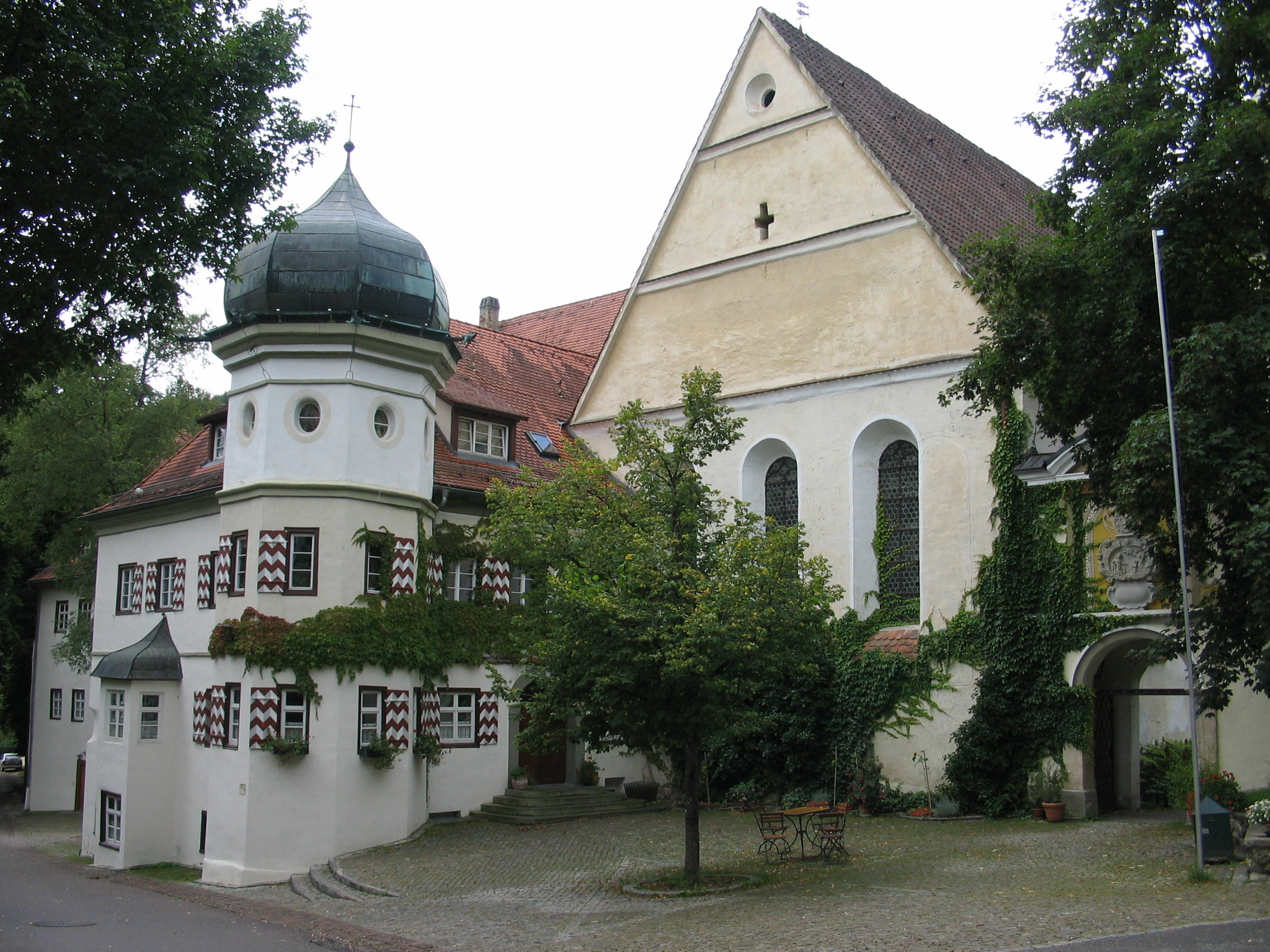
Kloster Urspring: Abtei und Ostgiebel der Klosterkirche St. Ulrich

- Ehemaliges Kloster Urspring mit Kirche St. Ulrich
- Urspringquelle

## Bildung
- Urspringschule, Schule und Internat in freier Trägerschaft